# ワイルド・チェイス
『ワイルド・チェイス』（原題: Bait）は、2000年のアメリカ映画。ジェイミー・フォックス、デヴィッド・モース主演。
日本ではワーナー・ホーム・ビデオから2002年にVHSのレンタルのリリースされたが、一般発売はされていない。ザ・シネマでテレビ放送された。地上波では深夜枠のシネマエクスプレスで放送された。

## キャスト
- ジェイミー・フォックス：アルヴィン・サンダース
- デヴィッド・モース：エドガー
- ダグ・ハッチソン：ブリストル

## 評価
レビュー・アグリゲーターのRotten Tomatoesでは82件のレビューで支持率は26%、平均点は4.20/10となった。Metacriticでは28件のレビューを基に加重平均値が39/100となった。